# Szklarnia (województwo dolnośląskie)

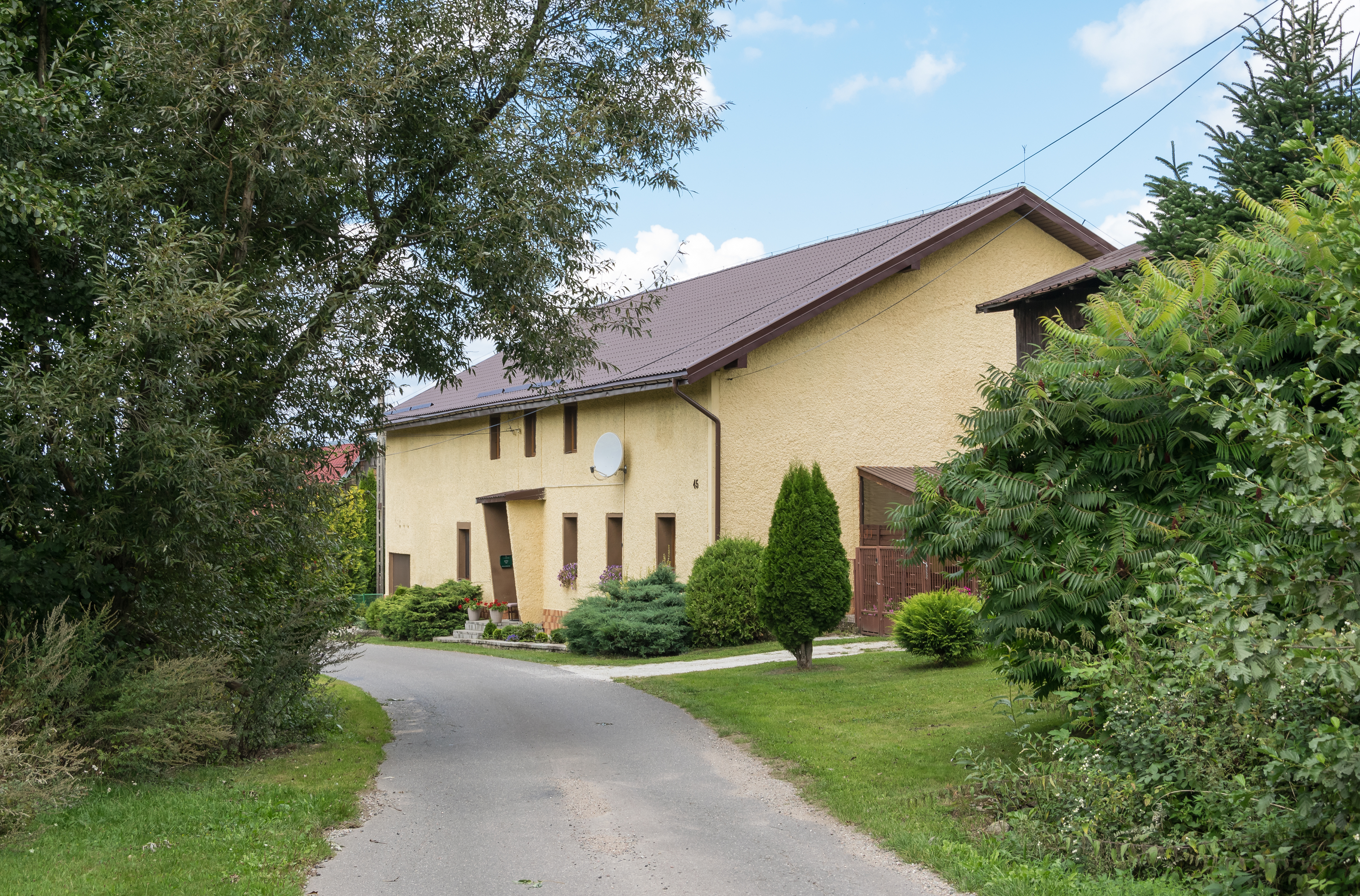
Dom nr 45 w Szklarni

Szklarnia (niem. Gläsendorf) – wieś w Polsce położona w województwie dolnośląskim, w powiecie kłodzkim, w gminie Międzylesie.

## Położenie
Szklarnia to wieś łańcuchowa o długości około 2 km leżąca w Rowie Górnej Nysy, na granicy Wysoczyzny Międzylesia, u stóp Urwistej i Szymonowej w Masywie Śnieżnika, na wysokości około 440–560 m n.p.m.

## Podział administracyjny
W latach 1975–1998 miejscowość położona była w województwie wałbrzyskim.

## Historia
Szklarnia powstała najprawdopodobniej na początku XV wieku, nazwa miejscowości pochodzi od działającej tu huty szkła, która została zniszczona w czasie wojny trzydziestoletniej. Wieś wchodziła w skład dóbr międzyleskich i dzieliła ich losy. W 1825 roku były tu 52 domy, w tym: kościół, folwark, szkoła, 3 młyny wodne i 13 warsztatów tkackich. Po 1945 roku Szklarnia pozostała wsią rolniczą.

## Zabytki
Do wojewódzkiego rejestru zabytków wpisany jest obiekt:
- Kościół  pw. św. Floriana w Szklarni filialny z drugiej połowy XVIII wieku. Jest to budowla jednonawowa z zamkniętym półkoliście prezbiterium i wieżą dostawioną od zachodu[6]. Wewnątrz zachowało się barokowe wyposażenie z XVIII wieku[6].

Inne zabytki:
- liczne domy mieszkalne i gospodarcze pochodzące z XIX i XX wieku, stanowiące jeden z cenniejszych zespołów architektury wiejskiej na ziemi kłodzkiej[1].

## Szlaki turystyczne
Przez górną część Szklarni przebiega niebieski szlak turystyczny z Międzylesia na Halę pod Śnieżnikiem.